# 二甲硝咪唑
二甲硝咪唑（全称为1,2-二甲基-5-硝基咪唑，1,2-dimethyl-5-nitroimidazole）是一种5-硝基咪唑衍生物，分子式C5H7N3O2，可用于治疗原生動物感染。